# 海啸消息
海啸消息（日语：津波情報）是日本气象厅为补充海嘯警報及海啸注意警报所发布的信息。

## 内容

### 关于海啸抵达时刻、预测的海啸高度的信息
- 将对发布海啸预报的全部预报区发表海啸抵达时刻、预测的海啸高度的预报。
- 海啸抵达时刻以10分鐘为单位，渡过预测时刻时将改发布“推测海啸已经抵达”。
- 在预报更新时，当海啸已被观测到，将会改发布“确认海啸已经抵达”。
- 预测高度根据海啸警报、海啸注意警报的预测标准发布。
- 对于未发表海啸警报、注意警报的沿岸地区，将发布“其他沿岸地区海面可能不平稳，但将不会构成损失”。
- 除此以外，会发布震源相关信息。

### 关于各地满潮时刻、预测海啸抵达时刻的信息
- 将以预测区为单位，以海啸观测点为中心发布预测海啸抵达各地的时刻。
- 将发布各地点最近一次满潮时刻（以1分鐘为单位）的信息。预报区不会记载。
- 除此以外，还会附加海啸警报、海啸注意警报的发布情况及震源相关的信息。

### 关于海啸观测的信息
这部分将会随海啸的观测状况随时更新，即使海啸警报、海啸注意警报完全解除后也会发表。

#### 各地检潮所所观测到的海啸
检潮所观测到海啸时，如果观测到海啸的高度高于观测点所在地发布的海啸警报级别低一级的发表基准，则发布数值，否则不发布。将以0.1公尺为单位发布第1波、最大波的高度。时刻以1分鐘为单位。第1波将一并记载是属于海水上涨或是海水下落的海啸。对于观测情况，会使用“微弱”“不明”“无法识别第1波”“最大波抵达”等。

#### 近海地區的GPS波浪计所观测的观测值
为避免与检潮所的观测值混淆，仅记载GPS波浪计所观测到的观测值。观测信息与检潮所采用同样的样式，但由于是近海地區的观测值，须注意抵达沿岸时将可能达到更高的值。

#### 近海地區的GPS波浪计附近沿岸的推测海啸高度
将发布基于观测值修正的GPS波浪计附近沿岸的预测海啸抵达时刻及预测高度。

### 其他
除此以外，还会附加海啸警报、海啸注意警报的发布情况及震源相关的信息。

## 相关
- 海啸
- 海嘯警報
- 海啸注意警报
- 地震
- 日本气象厅